# La bottega dei miracoli
La bottega dei miracoli è un romanzo di Jorge Amado pubblicato nel 1969. Come altri romanzi dell'autore (ad esempio Tieta d'Agreste e Teresa Batista) è un testo composito, con un intreccio zigzagante fra analessi e prolessi, con mutamenti di voci narranti ed inserti di materiale eterogeneo.
È possibile che l'evento scatenante del racconto (la visita del famoso scienziato) sia stato ispirato dall'esperienza vissuta; in quegli stessi anni, infatti, Jean Paul Sartre e Simone De Beauvoir visitarono il Brasile su invito dello stesso Amado: la visita divenne un evento mediatico, celebrato in numerose manifestazioni istituzionali. 

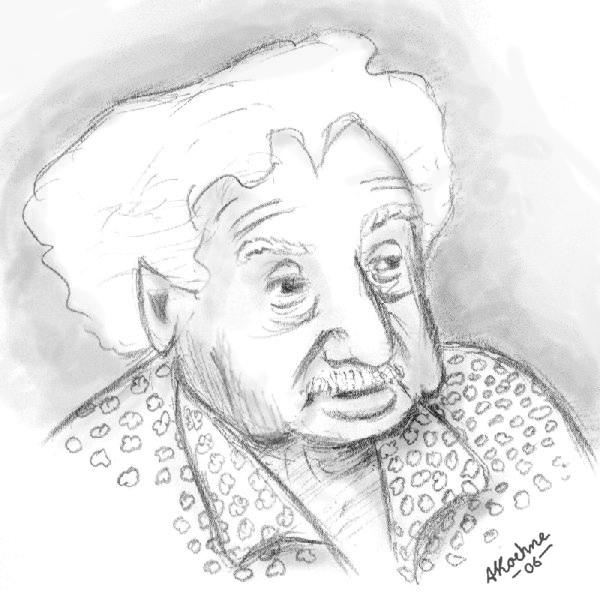
Amado in un disegno di André Koehne

## Trama
Alla fine degli anni sessanta nelle metropoli del Brasile fiorisce una classe dirigente politica e intellettuale avida di modernità ed ambiziosa, ma anche ingenua e piena di complessi di inferiorità nei confronti del grande vicino USA. Un giorno questo ambiente viene messo in subbuglio dalla visita di uno yankee di fama mondiale, l'antropologo professor Levenson. Nel corso della visita lo scienziato nomina, con estrema reverenza, uno studioso brasiliano che nessuno conosce: Pedro Archanjo. Come uno sciame di calabroni intellettuali, intellettualoidi, cenacoli e istituzioni culturali si mettono in moto frenetico per cercare notizie sul grand'uomo ignorato, e quando scoprono che si tratta di un baiano di cui casualmente proprio quell'anno ricorre il centenario della nascita, organizzano comitati e iniziative per festeggiarlo. Voce narrante di alcuni capitoli iniziali e finali è proprio un giovane poeta e giornalista a cui una ricerca su Archanjo è stata commissionata dallo stesso Levenson, che si vuole liberare di lui per amoreggiare in santa pace con la sua ragazza, una procace aspirante poetessa. Ma chi era Pedro Archanjo? Un mulatto baiano, povero di denaro ma ricco di sapienza, esperienze ed amicizie fra i poveri di Bahia. La bottega dei miracoli che dà il titolo al romanzo è la piccola azienda del suo amico fraterno, un pittore di ex voto che si inventa tipografo quando Pedro decide di scrivere un libro in difesa del sangue misto, contro le deliranti teorie razziste che cominciavano a diffondersi anche nell'estrema periferia dell'Occidente. Il libro viene pubblicato ma a seguito di alcune critiche Pedro si rende conto che non può avere statuto di scientificità; pur continuando nella sua vita di amori e amicizie, fra l'università dove lavora da bidello, le innumerevoli donne innamorate di lui, i riti del candomblé, Pedro incomincia quindi un percorso di antropologo autodidatta per arrivare a scrivere due o tre opere che eleveranno la cultura e gli usi del popolo baiano alla dignità scientifica e costituiranno quindi una prova inequivocabile contro tutti i razzismi.

## Edizioni italiane
- trad. Elena Grechi, Garzanti, Milano, 1978.
- trad. Elena Grechi, in Romanzi, a cura di Paolo Collo, vol. II, Mondadori, Milano, 1994, pp. 3-402.